# Park
Park je dio grada ili naselja u kojem se nalazi održavano zelenilo. Parkove često okružuju značajnije zgrade poput dvoraca. Održavanje parkova obično financira gradska uprava ili gradska četvrt na čijoj površini se nalazi park ili vlasnik prilegle zgrade. Funkcija parka je estetska ili rekreativna. 
Park se najčešće koristi za šetnju, sjedanje, rekreaciju, odmaranje i igru. Tipični park sadrži stabla, žbunje, putove, staze i aleje s cvijećem. Parkovi često sadrže i vodene površine: jezerca, bazene ili potoke. Mogu sadržavati i razne dekorativne objekte kao i skulpture ili fontane. 
Gradski parkovi pored ostalog smanjuju zagađenost zraka, a za vrijeme velikih vrućina mogu sniziti toplinu u gradovima.
Nekad se veće površine od posebnog ekološog značaja proglašavaju nacionalnim parkovima, s ciljem očuvanja prirode, posebno ako se radi o staništi endemskih biljaka ili ugroženih životinja.

## Povijest

### Stari vijek
Istočnjački vrt nalazimo kod Egipćana, Medijaca, Perzijanaca, Indijaca, Babilonaca i Kineza.  U Asiriji je vrt izvor blagostanja i vrtlarstvo je plemenito zanimanje i sveti posao. Istočnjački vrt je pravilnog oblika i simetričan izuzmemo li Kineze koji su gradili asimetrične vrtove organskih formi. Ovaj vrt je imao jake zidove na pravokutnoj osnovi, i na ukrižavanju dvije ortogonalne glavne komunikacije (koje formiraju križ u okviru unutrašnjosti parka), se nalazila voda, imao je hlad od visokog raslinja i u njemu nije bilo cvijeća.
Najznačajniji parkovi u izgradnji vrtne arhitekture iz Mezopotamije su Semiramidini viseći vrtovi u Babilonu koje su u antičko vrijeme bili smatrani za jedno od sedam svjetskih čuda. Pripisuju se kraljici Semiramidi koja se poistovjećuje s asirskom kraljicom Šamuramant (809. pr. Kr. - 782. pr. Kr.) dok je to po drugom mišljenu izgradio za svoju ženu Nabukodonosor II. (605. pr. Kr. - 562. pr. Kr.). Ovi vrtovi se do danas ne mogu locirati tako da neki izražavaju sumnju da se radi o legendama. Ovi vrtovi su imali 20 katova i bili su visoki 25 m. Iako najvjerojatnije izraz viseći nije prihvatljiv i nastao je tijekom prevođenja starogrčkih izvora i prije bi odgovarao izraz krovni ili terasasti vrtovi koji su bili na uzdignutim terasama.
Egipatski vrt je u strogim geometrijskim formama u pravolinijskom poretku i prikazan je na mnogim freskama od strane egipatskih slikara u mastabama na primjer. Ograđen je zidom i oslonjen na vodenu površinu rijeke Nil, ima drvorede, bazene s lotosima, cvijeće koje je oivičeno živicom. Iz doba Egipta ostao nam je jedan mali model parka u grobu egipatskog poglavara. Iz vremena Ramzesa III. poznato je 513 različitih parkova. Vrhunac gradnje vrtova je u doba Novog carstva između 1550. pr. Kr. i 1080. pr. Kr. kada su vladali Tutmozis III., Akhenaton, Ramzes II., i Tutankhamon.
Koncept „perzijskog vrta“ pojavljuje se tokom 6. stoljeću pr. Kr. u glavnom gradu Perzijskog Carstva; Pasargadu, kojeg je dao izgraditi Kir Veliki. Karakteristika perzijskih vrtova je pravokutan oblik simetrično podijeljen ortogonalnim glavnim komunikacijama na četiri dijela; one formiraju križ u unutrašnjosti parka i tu se u bazenima i kanalima nalazi voda, dok šetnice imaju hlad od visokog raslinja. Kanali s vodom protezali su se gotovo kilometar u dužinu, dok su se male fontane nalazile svakih 16 metara.
Razvoj kineske vrtne umjetnosti se datira u 3000. pr. Kr. Kineski vrt se u osnovi razlikuje od egipatskih vrtova i vrtova u Europi koji su se razvijali sve do doba renesanse i sadrži cio red znakova i simbola i njegov cilj je formiranje harmonije između zemlje, neba, stijena, vode, drveća, puteva i bilja (tzv. sedam stvari u vrtu). Preko vode odnosno potoka prolazi se preko polukružnih mostića koji u odnosu s viđenim odrazom formiraju pravilan krug koji je kineski simbol za nebo. Kineski vrt se zasniva na prirodnim oblicima i razlikujemo vrt očaranosti, vrt užasa i vrt razonode.
U Grčkoj i Rimu postojali su javni vrtovi i čuveni su oni Hadrijanovi. Javljaju se i vrtovi koji povezuju vrt i kuću. Ovakvi tipovi zgrada s vrtovima javljaju se još i danas u suvremenoj arhitekturi. U Grčkoj i Rimu vrtovi su ortogonalno sazdani. Za ukrašavanje vrtova Rimljani su koristili i skulpture, a bilo je poznato i potkresavanje šiblja.

### Srednji vijek
Vrtovi u Italiji i Francuskoj su pravilni geometrijski vrtovi koji sadrže i voćnjake i aleje, bazene za kupanje, volijere i vivarije, kao i druga obilježja, mašte i ideja kojih je bilo jako mnogo i ako ne toliko financijskih mogućnosti da se te ideje adekvatno realiziraju. Bili su omeđeni zidom pravokutnim u osnovi, u sredini se nalazila fontana, travnjak s cvijećem i travom koji je bio oivičen drvećem u vidu pravokutnika, klupe i sve staze bile su prave. To su bile nevelike površine u okviru samostana ili dvorca.
Mavarski vrtovi na Iberijskom poluotoku bili su vrtovi čarobnjaštva vode u kojima su se nalazili fontane, vodoskoci, bazeni i ribnjaci. Poznate su čuvene bašte u Alhambri, Grenadi i Sevilli s fontanama. Komunikacije su bile ortogonalne i pravolinijske, uklapali su se u zgrade i bili su ograđeni zidovima.

### Renesansa
Renesansni vrtovi su pravilnih oblika i nisu velikih dimenzija, ograđeni su i kaskadno su denivelirani na ravnoj površini i poduprti su potpornim zidovima. Poznati su Belvederski vrtovi u Vatikanu.

### Barok
Barokna umjetnost gradnje vrtova u Italiji nije donijela bitnih promjena i razvija se uglavnom to što se razvijalo u periodima renesanse. Barokni vrt se razvija u dva pravca; jedan je pod utjecajem domorodačke umjetnosti, a drugi pod utjecajem francuske vrtne arhitekture.
Francuski vrtovi su pravilni vrtovi za razliku od nepravilnih engleskih vrtova. Poslije Francuske revolucije stradali su mnogi plemićki vrtovi, ali je Versaille bio pošteđen. Luj XIV. se povlači u Trianon, dio Versaillea i park životari do vremena kada se otkrivaju kulturna nasljeđa. Osnovni elemenat francuskog vrta je parter i glavna perspektiva. U parteru su glavne površine denivelirane na ravnom terenu ispred dvorca. To su cvjetne površine uobličene dekorativno. Po svom načinu obrade parteri su imali nazive, kao čipkasti parter, vodeni parter i slično. Glavna perspektiva se ostvaruje duž glavne aleje koja kao završetak ima neki objekt, vodenu površinu ili se kao u Versailleu proteže u nedogled. Sporednim perspektivama se naglašavaju interesantni delovi parka. Šetna aleja je pokrivena plafonom od zelenila. Usamljeno drvo se ne javlja i ono je predodređeno za skupno djelovanje. Šume i šumarci su gradirani po visini i tako se nalaze od partera do visokih šuma. Živica koja se podkresuje u vidu stereometrijskih formi se nalazi u vidu palisada koje zaklanjaju poglede. Skulpture su iz grčke mitologije. Denivelirani teren se savlađuje stepeništima. Oranžerije su pokretne šume u sanducima. Opća koncepcija imala je tendenciju da posjetitelja vodi tako da on mora u sebi da nosi misli o veličanstvenosti prostora i da je gonjen radoznalošću. Uglavnom se ulagalo mnogo truda da se ponovno stvori priroda.
Engleski prirodni vrtovi su zasnovani na približavanju prirodi, tu se ne upotrebljavaju stroge geometrijske forme i simetrije i primanjuju se organske forme. William Shembers je skrenuo pažnju na osobitosti kineskog vrta i stvorio novi pravac u vrtnoj arhitekturi u Europi. Tako i danas postoje dva prilaza u rješavanju vrtne arhitekture; jedan je geometrijski pravilan francuski vrt dok je suprotnost njemu engleski vrt koji se zalaže za primjenu organskih i prirodnih oblika koji imitiraju prirodne raspodjele i nisu geometrirani.

## Moderan park
Zelenilo je sve zanačajnije u ljudskom životu. Neophodan je prisniji dodir s prirodom i to je fiziološka potreba koja je promijenila shvaćanja o parkovima i zelenilu u gradu. Zelenilo poboljšava mikroklimu tamo gdje prirodna klima gubi svoj značaj. Zelenilo izaziva emocije na promatrača i vještina uređivanja gradova zasniva se na ukusu i mjeri. Danas u cijelom svijetu postoje zakoni o zaštiti prirode.
Prirodni rezervat koji je zaštićen od svake promjene u njemu.
Nacionalni park u kojem se dozvoljavaju manje intervencije koje ne narušavaju osnovni karakter predjela. 
Rezervati u posebnim prirodnim uvjetima koji se koriste za izgradnju banja, parkova, šuma i dozvoljava se agrikultura i izgradnja naselja. 
Ostali predjeli izvan ovih rezervata su slobodni prostori ali se i oni moraju čuvati i njegovati.
Suvremeni park mora biti višenamjenski i za razne vrste posjetitelja.
Park je najprivlačniji dio gradskog života i u njemu treba organizirati i neki društveni život. Ulaz u park je obično vrlo naglašen. Park treba svakom pružiti udobnost. Prave staze nisu dobre jer daju uvijek istu perspektivu dok organske krive staze pružaju različite utiske. Stepenice daju velike kompozicijske mogućnosti. Voda je vrlo važna za park koji mora imati i proplanaka. Poželjno u suvremenim parkovima je raznobojno cvijeće koje cvjeta a mrežom staza se osigurava laki pregled i uvođenje do pojedinih centara. O parkovima i cvijeću se brinu za to nadležni ljudi.